# Bruce Rock Shire
Bruce Rock Shire är en kommun i Australien. Den ligger i delstaten Western Australia, omkring 200 kilometer öster om delstatshuvudstaden Perth. Antalet invånare var 930 vid folkräkningen 2016.
Följande samhällen finns i Bruce Rock:
- Bruce Rock
- Shackleton
- Kwolyin